# Кребс, Эрнст
Эрнст Кребс (4 ноября 1906 года, Мюнхен, Германия — 20 июля 1970 года) — бывший немецкий спринт каноист. Участвовал в соревнованиях по гребле на байдарках и каноэ с конца 1930-х годов. На  летних Олимпийских играх 1936 завоевал золотую медаль в дисциплине К-1 на дистанции 10000 м.

## Биография
Эрнст Кребс начал свою спортивную карьеру с занятий лыжным спортом. В 1929 году принимал участие в чемпионате мира по лыжным гонкам в Закопане. В 1928—1932 годах был четырёхкратным чемпионом Германии по лыжным гонкам, организованным Баварской ассоциацией лыжного спорта.
Эрнст Кребс был первым в 1933 году в Праге на чемпионате Европы в каное одиночке на дистанции 10000 метров. В 1936 году он был первым на чемпионате Германии на дистанции 10000 метров.
На Олимпийских играх 1936 года в Берлине он завоевал золотую медаль в дисциплине К-1 (байдарка-одиночка) на дистанции 10000 м. С 1936 года на Олимпийских играх впервые проводились соревнования по гребле на байдарках. Эрнст Кребс был первым золотым призёром в этой дисциплине.
Кребс увлекался альпинистом. В 1932 году он выжил, упав с высоты в горах Гроссер Висбах (Großes Wiesbachhorn) в Австрии. В 1970 году умер от удара об водосточный жёлоб на уровне третьего этажа здания.